# 鳥肉屋の店先
『鳥肉屋の店先』（とりにくやのみせさき、蘭: Een poelierswinkel、英: A Poulterer's Shop）、または『鳥獣の肉を売る女』（ちょうじゅうのにくをうるおんな、蘭: Vrouw die wild en gevogelte verkoopt、英: Woman Selling Game and Poultry）は、17世紀のオランダ絵画黄金時代の画家ヘラルト・ドウが1670年ごろ、板上に油彩で制作した絵画である。画面下部右側に「GDOV」という画家の署名がある。かつてイギリスの政治家ロバート・ピールに所有されていた作品で、1871年に購入されて以来、ロンドン・ナショナル・ギャラリーに所蔵されている。

## 作品

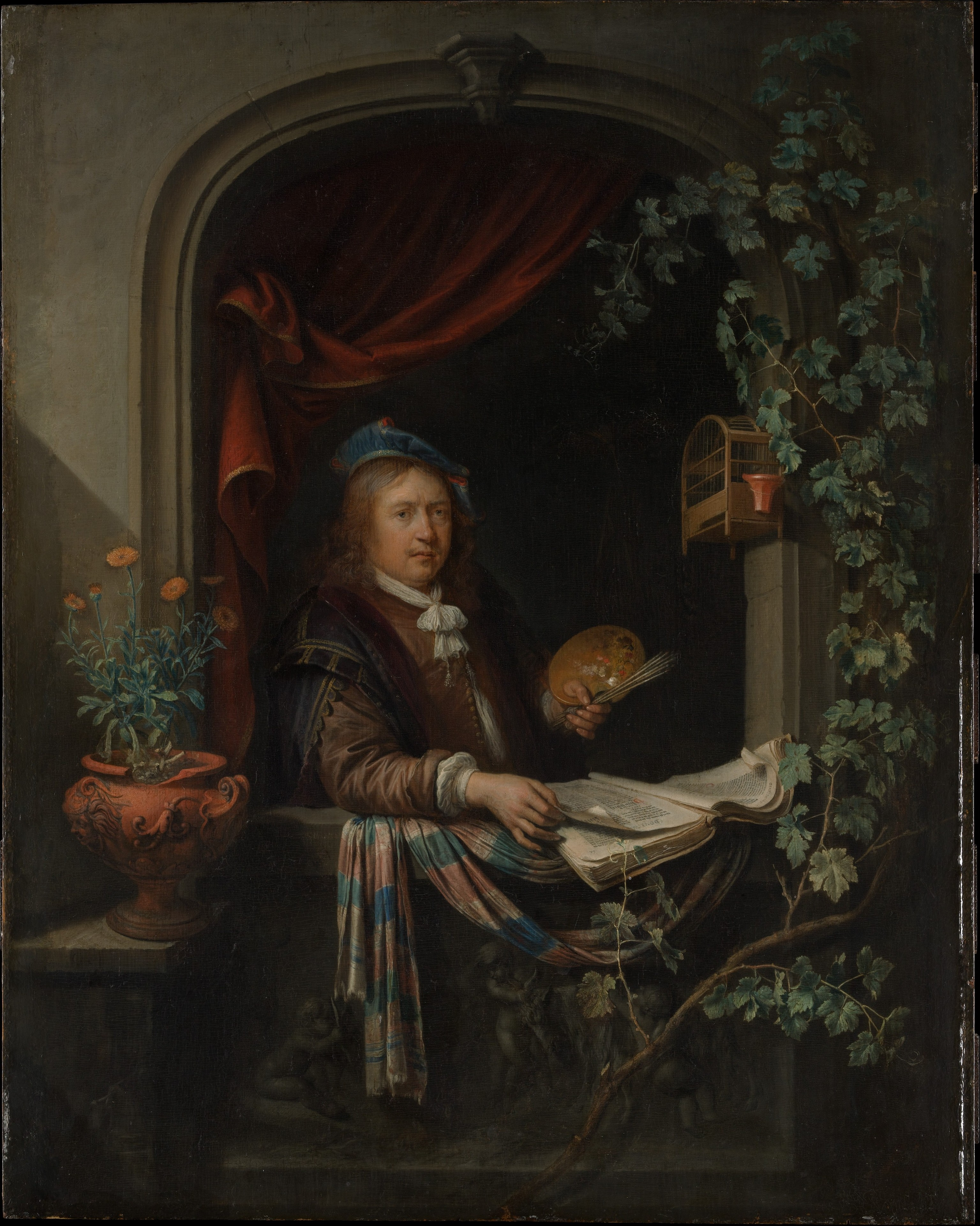
ドウ『自画像』 (1665年)、メトロポリタン美術館、ニューヨーク。ドウの類型的開口部の下にデュケノアの浮彫が描かれている。

ドウは、窓や開口部から室内を覗く絵画を流行させた。その類型的な本作の画面には狩猟で得られた鳥獣の肉を売る女が登場しているが、実際にこのような建築的枠組みのある場所で商売をしていたわけではない。「日常生活」を描いたほかのオランダの画家たち同様、ドウの絵画は選択的自然主義にもとづいたものである。彼の絵画はアトリエで構成され、彼の技巧を誇示できるようなモティーフが描かれている。
画面下の「古代風」浮彫は、1651年以降のドウの作品に頻繁に登場する。ヤギと戯れる子供たちを表したこの浮彫はフランドル出身の彫刻家フランソワ・デュケノアが1643年にローマで制作した作品にもとづいており、石や象牙で複製が作られた。ドウは突出する浮彫や背後のほの暗い店内を描くことで、平坦な画面に三次元的特質を与えている。

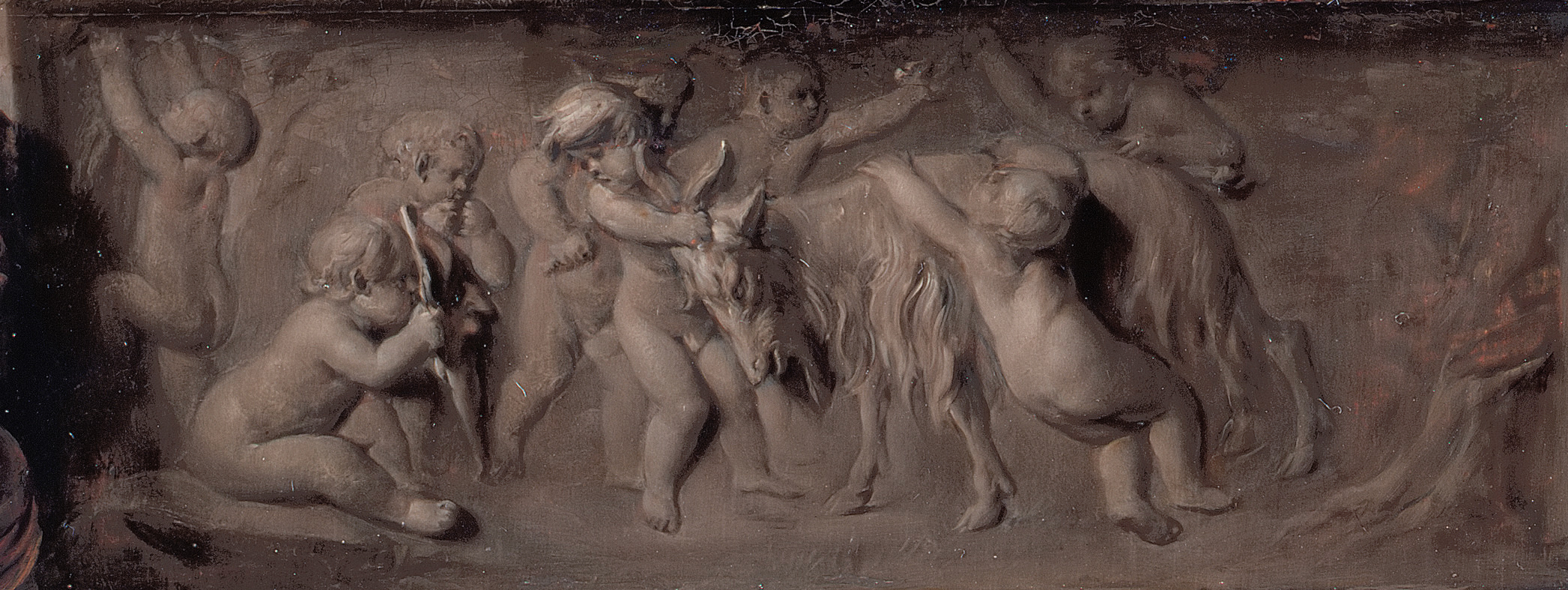
フランソワ・デュケノアの浮彫を表すグリザイユ

画面では、年配の女の売り手が片手で野ウサギを持ち、若い娘がいかにも欲しそうに指差している。前景では鳥かごに入れられた鶏が水を飲もうと身を乗り出している。店の奥では、鳥刺しが別の女と話している。羽毛、金属、石、布地、滑らかな肌と皺の寄った肌などは、それらの表面と質感が巧みに描き出されている。さらに、ドウは光に照らされたバケツの曲面に事物が反映する様を見事に表している。17世紀の多くのオランダの画家たちはこうした描写に秀でていたが、レンブラントに師事したドウに匹敵する画家はほとんどいない。銅版画とガラス絵画の細密技法も研究したドウは、レイデンで最も成功した画家の1人であった。
欲求を示す若い娘の様子から、本作に道徳的示唆を読み取ろうとする研究者もいる。鳥を表すオランダ語の「フォーヘル」 (vogel) はしばしば「男性器」と同義であり、動詞形の「フォーヘレン」 (vogelen) は「性交する」という意味である。また、「鳥刺し」を意味する「フォーヘラール」は売春仲介人か愛人を指すこともあった。さらに、空の鳥かごは純潔の喪失を象徴したり、売春宿を暗示したりもした。とはいえ、こうした象徴から絵画を解釈することには無理がある。仮にドウが事物に二重の意味を示唆していたとしても、それは道徳的というよりはコミカルなものとしてであろう。